# Cuisine tibétaine

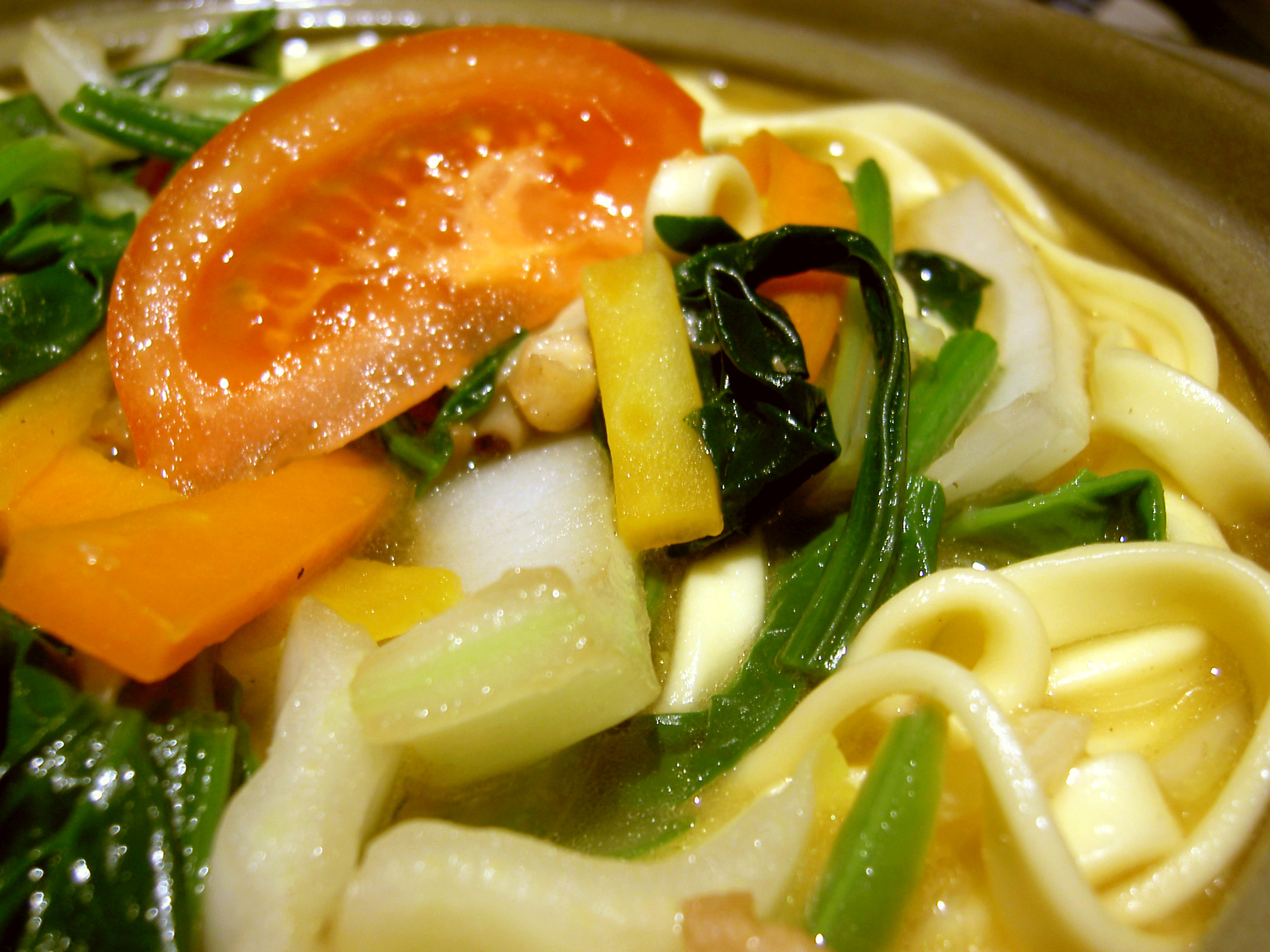
Thukpa, une soupe tibétaine à base de nouille.

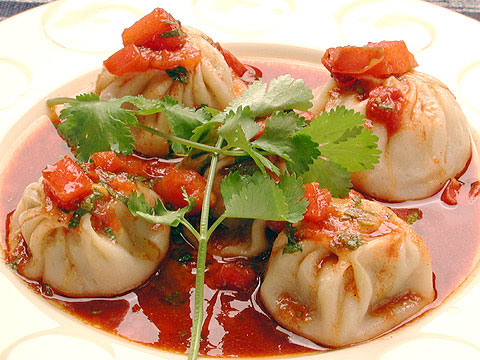
Momos.

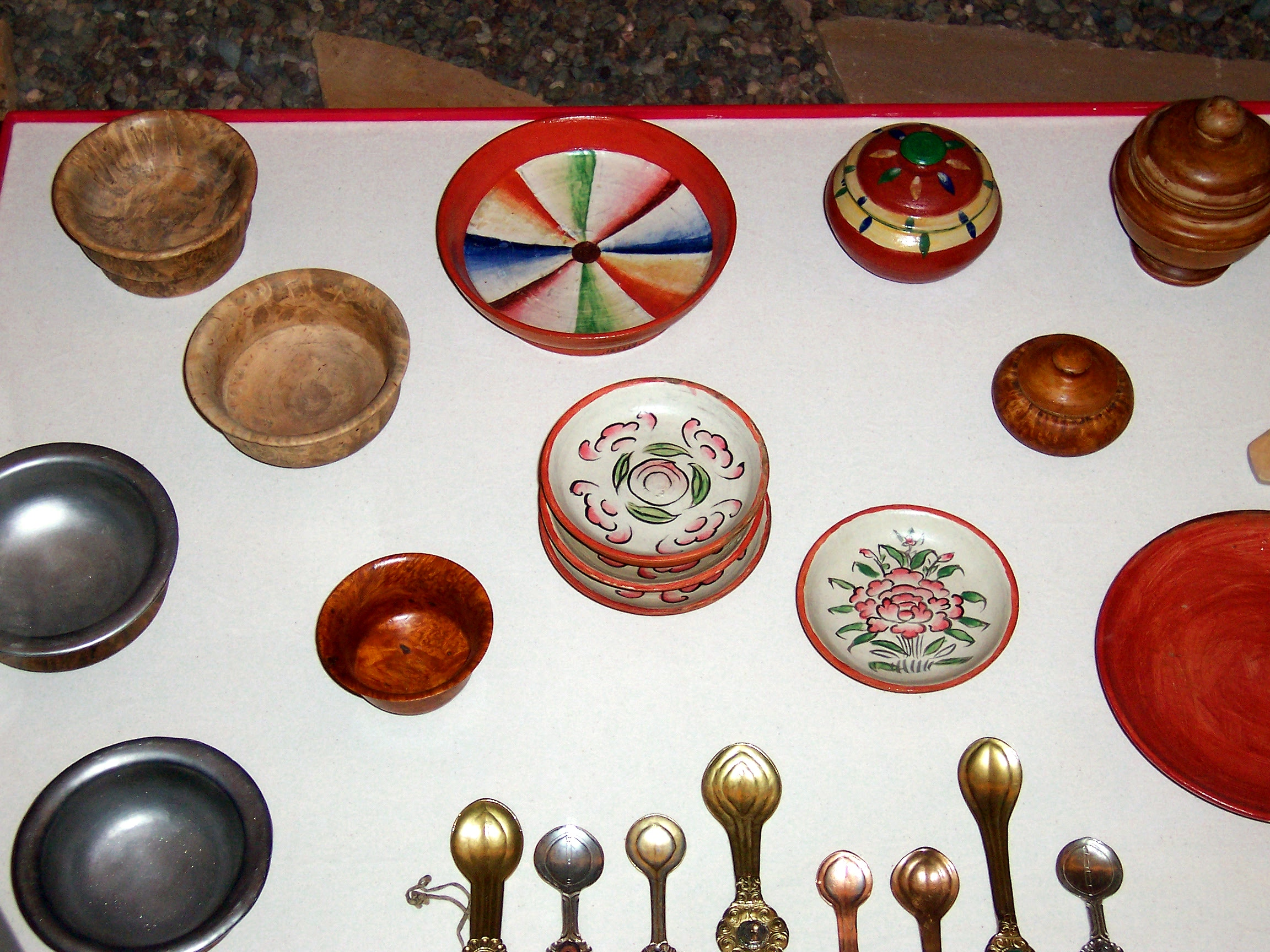
Bols et cuillères tibétains, Field Museum.

La cuisine tibétaine (chinois : 藏餐 ; pinyin : zàngcān) traditionnelle est assez différente de la cuisine des pays frontaliers, notamment en raison du fait que peu de plantes poussent à une altitude moyenne de 4 000 m. On trouve principalement de l'orge commune, avec laquelle on fait la tsampa, la farine d'orge grillée, qui est l'aliment de base de la majeure partie du Tibet.
Les plats de viande sont à base de yak, de chèvre ou de mouton, souvent séchés ou cuisinés dans un bouillon épicé avec des pommes de terre.
Les yaourts, le lait et le fromage de yak sont souvent au menu, un yaourt bien préparé est considéré comme un mets de choix.

## Variétés de cuisine tibétaine
L'appellation générique de « cuisine tibétaine » recouvre quatre grandes cuisines,,, :
- la cuisine qiang, ou chiang (羌菜, qiāng cài), représentant le Ngari et le Nagqu ;
- la cuisine de l'Ü-Tsang (卫藏菜 / 衛藏菜, wèizàng cài) (en référence à l'Ü-Tsang), ou cuisine de Lhassa, représentant les villes-préfectures de Lhassa et de Shigatsé, ainsi que la préfecture de Shannan (Lhoka) ;
- la cuisine rong (荣菜, róng cài), représentant la ville-préfecture de Nyingchi et son Xian de Mêdog ;
- et enfin, la cuisine de cour (西藏宫廷菜, xīzàng gōngtíng cài), cuisine qui était autrefois réservée à l'aristocratie et aux dignitaires de haut rang.

## Plats

### Soupes, entrées et accompagnements
- La tsampa est de la farine d’orge grillée, c'est l'aliment de base au Tibet, au même titre que le riz en Chine ou le blé en Europe. On en fait des nouilles ou des momos. En 1959, un appel lancé aux Tibétains dans le Miroir du Tibet s'adressait à « tous les mangeurs de tsampa ».
- Thukpa
- Tenthuk
- Le momo est un ravioli, cuit à la vapeur ou frit[7].
- Le Lhassa Khoura est une petite crêpe frite aux champignons et au bœuf.
- Le beurre de Yak est produit à partir du lait de Yak. Il est généralement consommé rance au Tibet dans du thé, le po cha ou cha süma.
- Le sha balep est un pain consommé au petit déjeuner et au déjeuner. Il y a divers types de pains sha balep, frits ou non, contenant de la viande ou des légumes (à ne pas confondre avec les momos). Le balep korkun est un autre type de pain.

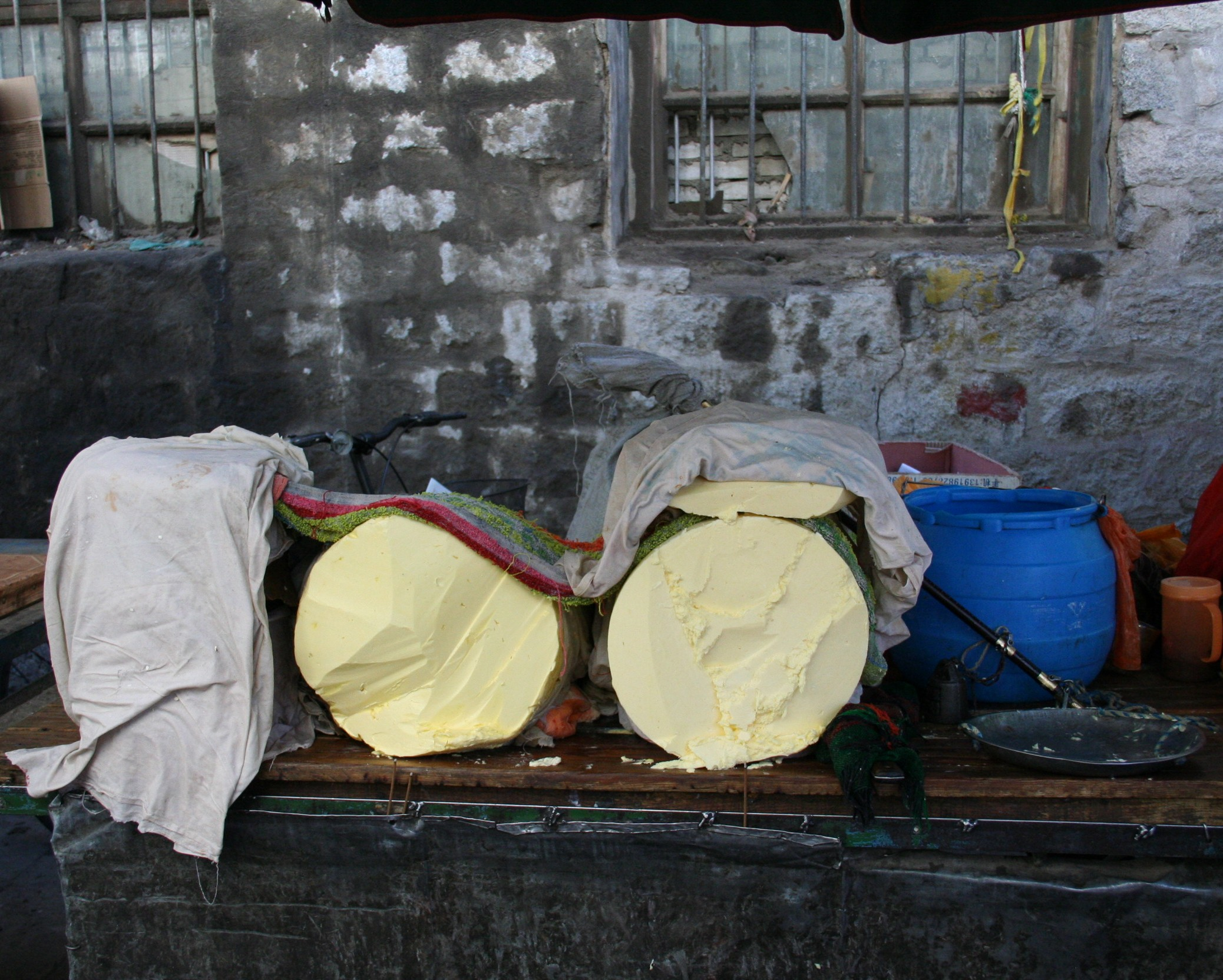
Vendeur de beurre de yak à Lhassa.
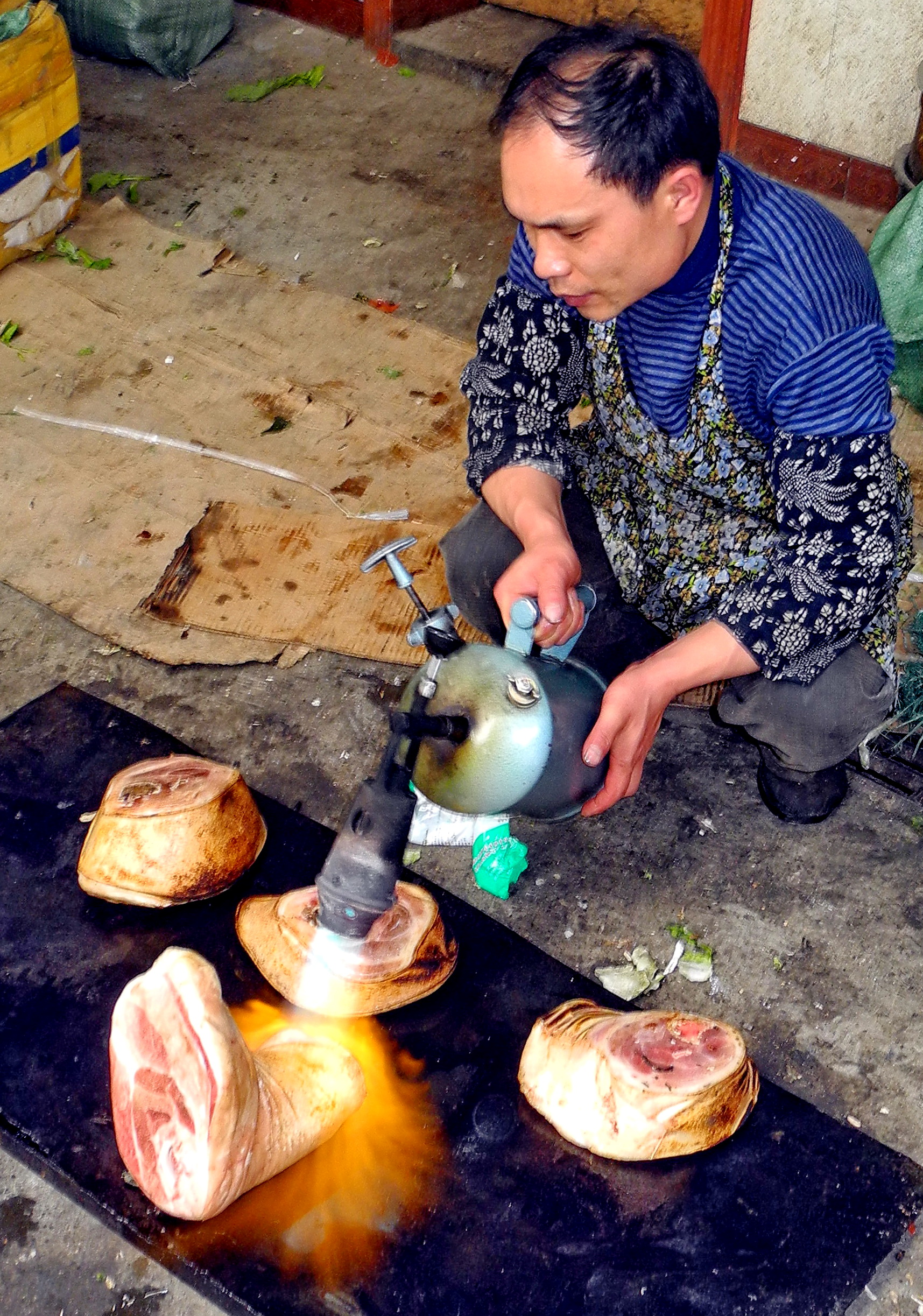
Jarrets cuits au chalumeau.
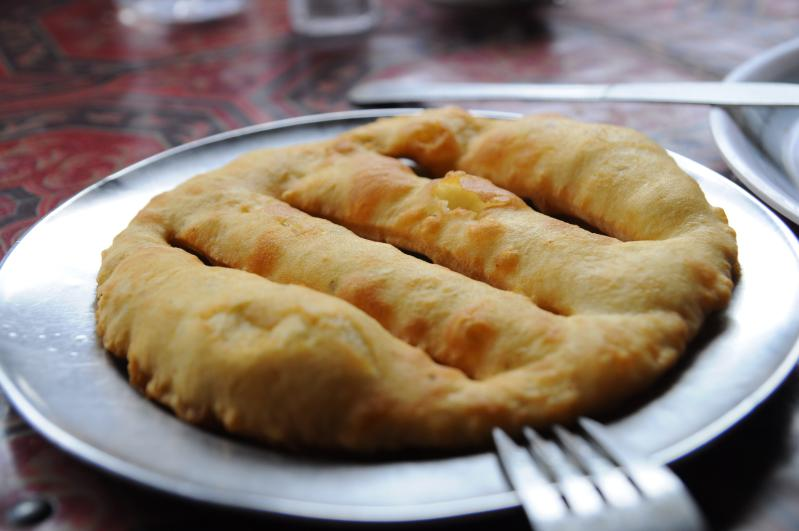
Pain tibétain, Pun de l'Annapurna.
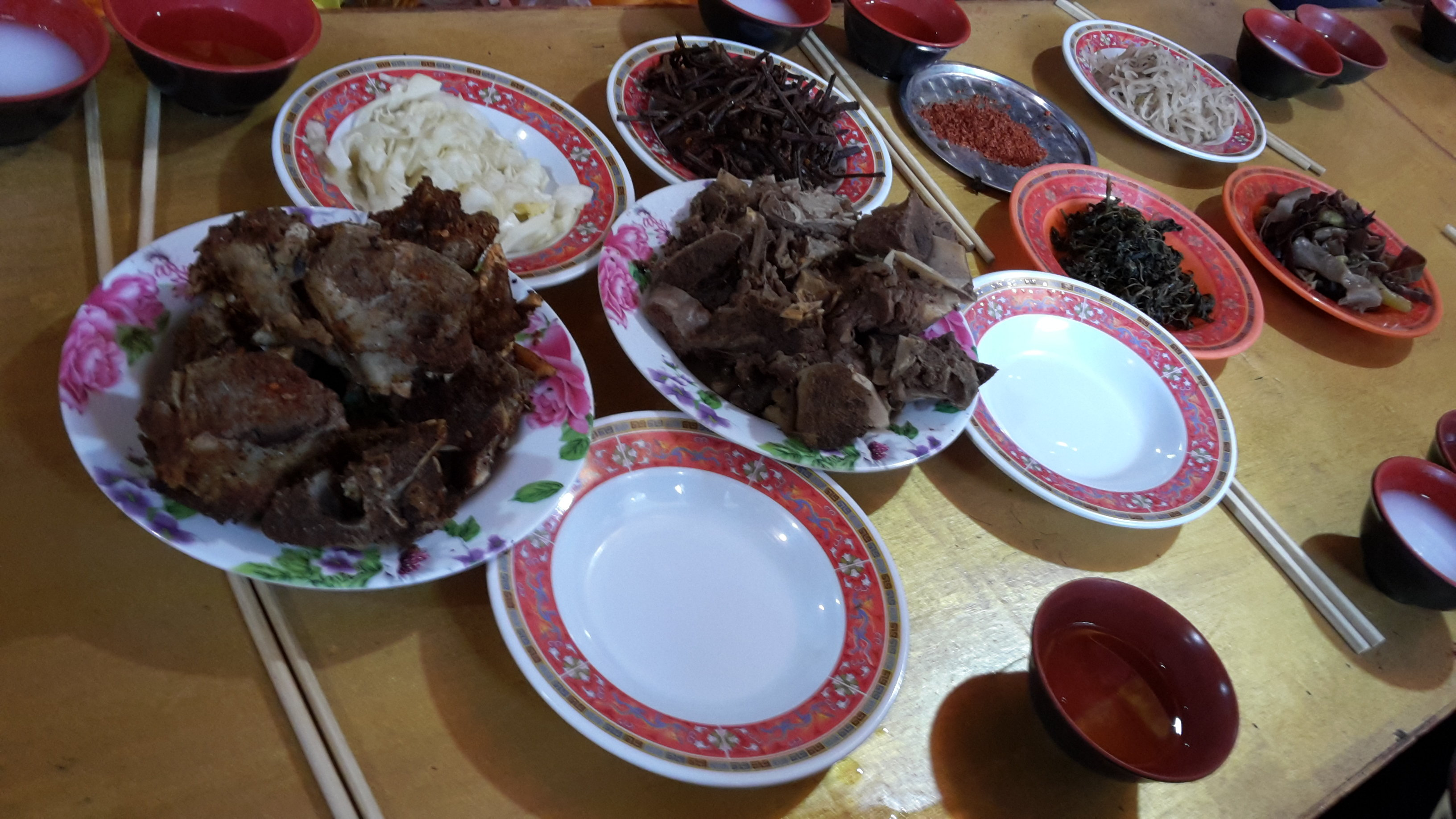
Plats du xian de Jiuzhaigou : mouton, yak, alcool d'orge, légumes saumurés, poudre de piment.

### Viandes
La viande constitue le plat principal. Les Tibétains, contrairement aux idées reçues, apprécient la viande. Selon les productions locales, qui diffèrent en fonction de l'altitude, on consomme du yak, du bœuf, du mouton, du porc ou de la volaille. En famille, la pièce de viande, souvent grillée ou rôtie, est disposée au centre de la table et les convives se servent en découpant la viande avec un couteau porté à la ceinture dans un étui renfermant également des baguettes. La viande est cuite avec les os dans de l'eau claire plutôt que rôtie. Le sel et des épices relevés sont utilisés comme condiments.

## Fromages et desserts

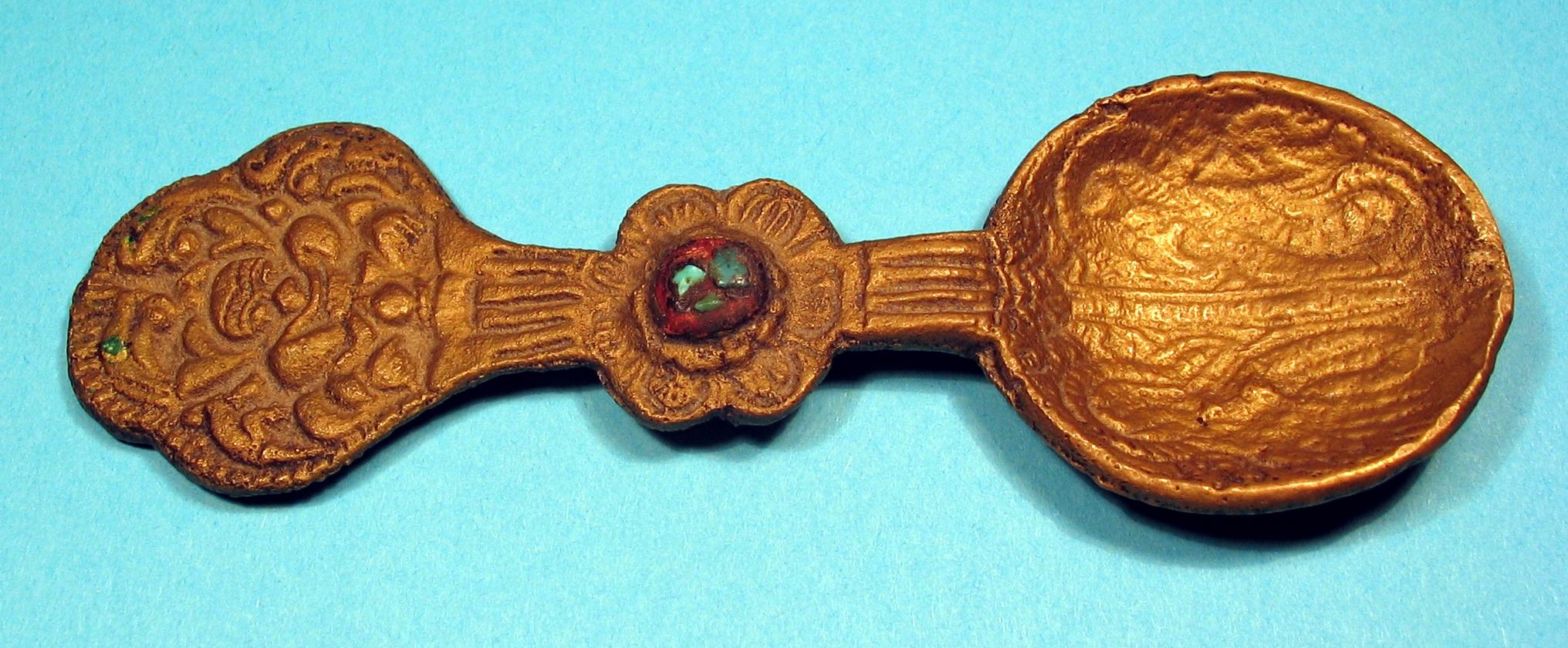
Cuillère tibétaine.

Ce sont :

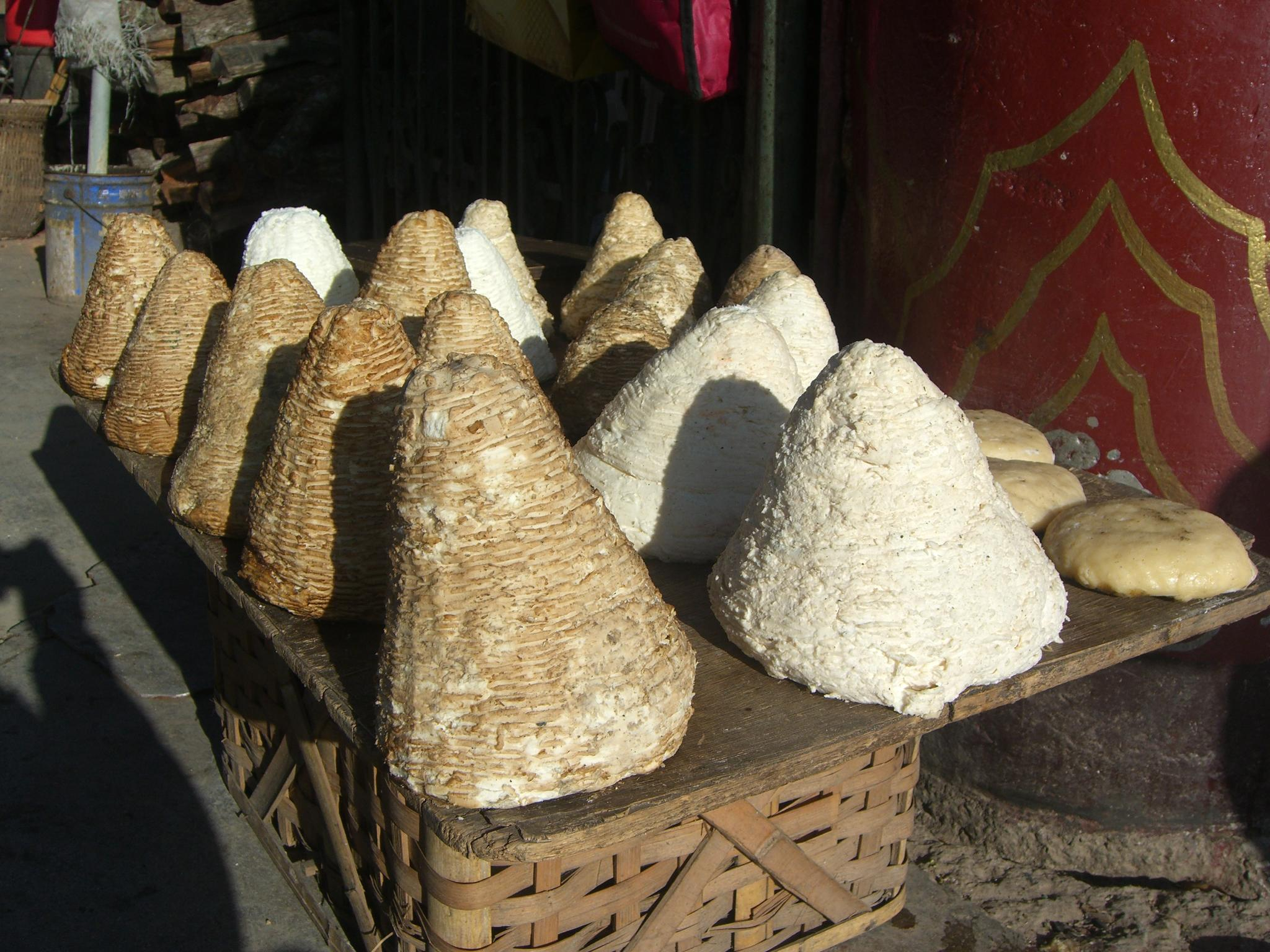
fromages à Shangri-La (ou Zhongdian).

- le chura, une variété de fromage traditionnel à pâte dure, fait à partir de lait de brebis, de chèvre ou/et de yak (la « dri ») ;
- le dresil, riz sucré au beurre et aux fruits secs nappé de yaourt ;
- l'omdre, riz au lait accompagné de fromage frais de yak ou de vache, ou de yaourt ; le plus connu des desserts tibétains.

## Boissons
Ce sont :
- le thé au beurre, ou thé au beurre de yak rance, également connu sous le nom de po cha (tibétain : བོད་ཇ་, Wylie : bod ja, dialecte de Lhassa API : thé tibétain), cha süma (tibétain : ཇ་སྲུབ་མ་, Wylie : ja srub ma, dialecte de Lhassa API : thé "churned tea", 酥油茶, sū yóu chá), un thé au beurre de yak rance et salé typique du Tibet, et proche du thé salé mongol, au lait caillé ;
- le djia tu, thé noir salé dans lequel on fait fondre du beurre de yak ;
- le chang, bière traditionnelle à base de céréales ;
- le qingke jiu, alcool distillé à base d'orge du Tibet ;
- le changkhoel, chang chaud que l’on mélange à de la tsampa et à du fromage.